# Карпаты (футбольный клуб, Львов)
«Карпа́ты» (укр. «Карпа́ти») — бывший украинский футбольный клуб из города Львова. Основан в 1963 году. Единственный клуб за всю историю Кубка СССР, выигравший трофей, выступая не в высшей лиге (1969). В чемпионате СССР наивысшее достижение — 4-е место (1976, весна, 1976, осень). Бронзовый призёр украинской Премьер-лиги (1997/1998) и двукратный финалист Кубка Украины (1993, 1999).
В сезоне 20/21 заняли последнее 13 место во Второй лиге в группе «А». В июле было объявлено о расформировании клуба.
Домашние матчи проводил на стадионе «Украина» (28 051 мест).

## История

### Создание клуба
Официальная дата создания команды «Карпаты» — 18 января 1963 года. В 1962 году коллектив завода «Львовсельмаш», выиграв чемпионат и Кубок Львовской области, получил право играть в классе «Б» чемпионата СССР. Однако в 1963 году Федерация футбола СССР провела очередную реорганизацию советского футбола — создали вторую группу класса «А» (переходную лигу между классом «Б» и классом «А»), где было предусмотрено место для команды из Львова. До этого в городе была лишь армейская команда СКА, поэтому руководство города решило создать новый гражданский профсоюзный коллектив.
По воспоминаниям ветеранов топоним «Карпаты» для названия команды предложил тогдашний председатель профсоюзов Львовщины и экс-председатель областной федерации футбола Глеб Климов. Поскольку коллективы тогда были «привязаны» к определённым производственным объединениям и спортивным обществам, то команда вошла в добровольное спортивное общество «Авангард», а спонсором «Карпат» стал Львовский телевизионный завод «Электрон». Из «Сельмаша» в новообразованной команде оказалось только двое: Игорь Кульчицкий (будущий капитан в конце 1960-х годов) и Иосиф Фалес, зато новообразованный клуб перенял полосатые зелёно-белые цвета «Сельмаша». Команду усилили игроками львовского СКА и приезжими футболистами.
Перед львовскими болельщиками коллектив впервые предстал 14 апреля 1963 года, когда в товарищеский игре на стадионе «Динамо» (сейчас на его месте здание львовской областной ГНА) «Карпаты» принимали ижевский «Зенит» — победа (1:0). Единственный мяч забил капитан команды Александр Филяев.
Официальный дебют «Карпат» состоялся 21 апреля 1963 года против гомельского «Локомотива» (победа 1:0, гол на счету Анатолия Крощенко. Первый свой сезон клуб завершил на 7-м месте среди 18 команд.

### Первые сезоны
В середине 60-х львовяне заканчивали чемпионаты второй группы класса «Б» в основном в первой десятке — для высших достижений не хватало стабильности выступлений. Среди игроков тогда выделялись защитник Владимир Валионта, полузащитник Игорь Кульчицкий, нападающие Анатолий Крощенко и Валентин Гусев. В 1965 году коллектив был в шаге от понижения в классе из-за неудачного регламента чемпионата СССР. Заняв в том сезоне приличное 9-е место среди 32 клубов, «Карпаты» вынуждены были по окончании первенства, в переходных играх бороться с победителем украинской зоны класса «Б» — львовским СКА, поскольку согласно регламенту в розыгрыше надлежало оставить только одного представителя города. СКА (Львов) — прошлогодний победитель украинской зоны класса «Б» и четвертьфиналист Кубка СССР, победил (2:0 и 3:0). Но руководство советского футбола в последний момент в очередной раз изменило структуру первенств СССР и во вторую группу класса «А» попали обе команды. После окончания сезона 1965 года и переходных игр «Карпаты» покинуло несколько опытных игроков, на место которых трудно было найти достойную замену.
Во время чемпионата 1966 года произошло значительное обновление состава. Дебютировало много молодых футболистов, которые впоследствии стали известны на всесоюзной арене благодаря победе в Кубке СССР 1969 года, выходу и успешным выступлениям в Высшей лиге. Это, в частности, Ростислав Поточняк и Владимир Данилюк. Но в 60-х эти юные игроки были ещё неопытны и смена поколений негативно сказалась на результатах команды — в 1966 и 1967 годах «зелёно-белые» финишировали, соответственно, на 14-й и 7-й позиции. В эти два сезона произошло много кадровых перестановок, благодаря курсу на омоложение состава, который последовательно проводил главный тренер Евгений Лемешко. Понемногу игра команды наладилась — если в начале сезона 1967 года победы давались трудно, то во второй половине чемпионата «Карпаты» были среди лидеров и только два подряд поражения на финише отбросили коллектив на 7-е место. Также 22 августа 1967 года в игре против «Труда» в Воронеже свой первый мяч за «Карпаты» забил Владимир Данилюк. На протяжении 1960-х и 1970-х годов этот футболист станет лучшим бомбардиром в истории клуба, и установит новый рекорд: 88 голов.

### Кубок 1969 и Высшая лига СССР
12 августа 1968 года «Карпаты» зафиксировали во Львове разгромную победу над гродненским «Неманом» — 8:0. Всего в течение первенства 1968 года «Карпаты» забили 80 голов в 40 матчах и получили престижный приз журнала «Старт» за лучшую разность забитых и пропущенных мячей (+46). Этот случай остался единственным в истории вручения награды, когда его получила команда не из Высшей лиги. «Карпаты» выиграли соревнования в своей подгруппе, опередив киевский и одесский СКА, и получили право бороться за выход в Высшую лигу с победителями других подгрупп.
В финальной группе соперниками были «Уралмаш» (Свердловск), «Иртыш» (Омск) и «Судостроитель» (Николаев). Игры проходили в Сочи в один круг. В течение первой игры против «Судостроителя» «Карпаты» владели преимуществом, но пропустили гол на последних минутах поединка и уступили. «Иртыш» был разгромлен 4:0. Перед решающим матчем с «Уралмашем» львовяне имели на очко меньше, поэтому только победа выводила «зелёно-белых» в Высший дивизион. Игра завершилась со счётом 1:1 — гол «Уралмаш» забил из офсайда, который не заметил боковой арбитр Эуген Хярмс, и в «вышку» вышли свердловцы. В следующем году этот же лайнсмен судил игру «Карпат» в финале Кубка СССР, после которой признался, что предвзятое отношение к львовянам на финальном турнире в Сочи было следствием указаний «сверху» — в Высшую лигу должен был попасть именно «Уралмаш».
Сезон 1968 года был примечателен также тем, что в составе «Карпат» было только два игрока, старше 28 лет. Основу коллектива составляли футболисты 20-25-летнего возраста.

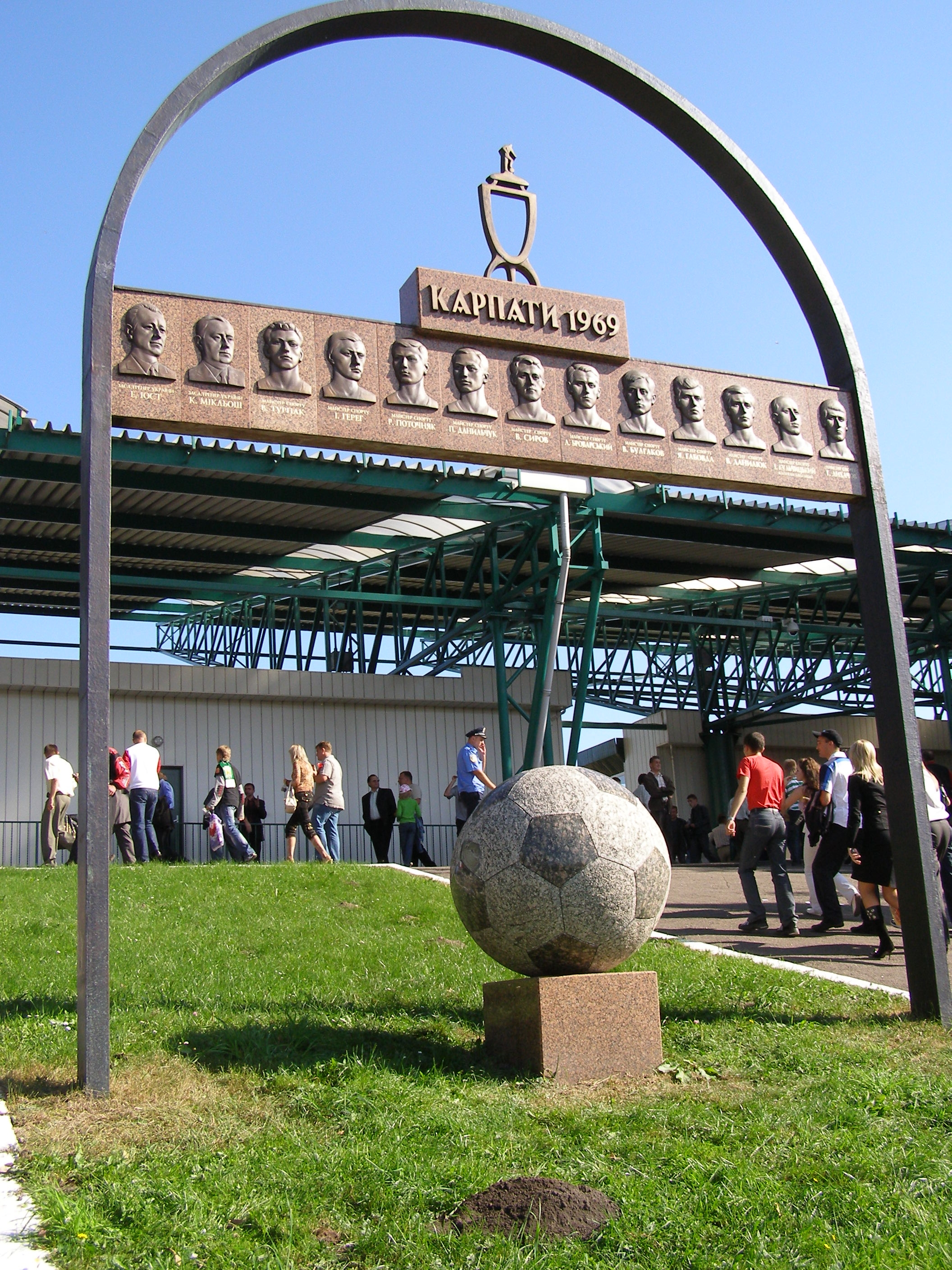
Памятный знак с рельефными изображениями обладателей Кубка СССР 1969 на стадионе «Украина» (Львов)

1969 год снова был переходным в советском футболе, так как в следующем сезоне Вторая группа Класса «А» образовывала единый турнир (с 1971 года получивший название Первая лига). В неё выходили 3 лучшие команды подгруппы. Руководство «Карпат» поставило задачу попасть в эту тройку. Новым главным тренером стал Эрнест Юст. В тройку попасть не удалось, и все силы команда бросила на кубковую борьбу.
В Кубке СССР «Карпаты» в домашних матчах одолели одесский СКА, ереванский «Арарат», одесский «Черноморец» и в 1/4 финала должны были играть с воронежским «Трудом». Но если предыдущие три игры волей жребия львовяне проводили дома, то против воронежцев, которые неожиданно выбили московский «Спартак», должны были играть на выезде. Победа 1:0 вывела «Карпаты» в полуфинал — на николаевский «Судостроитель». 50 тысяч болельщиков на трибунах ждали своеобразного реванша — в прошлом году именно николаевцы нанесли «зелёно-белым» единственное поражение в финальной группе в Сочи и именно тех очков не хватило львовянам для выхода в Высшую лигу. На этот раз победили «Карпаты» — 2:0.
Власти Львова заказали специальный поезд «Львов-Москва», который напрямую доставил в столицу СССР сотни львовских болельщиков, в основном работников предприятий города (заводов «Электрон», «Львовсельмаш», ЛАЗ, швейной фирмы «Маяк»).
17 августа 1969 года «зелёно-белые» вышли на поле московского стадиона в Лужниках на поединок против фаворита — высшелигового СКА (Ростов-на-Дону). Перед началом игры капитан «Карпат» Игорь Кульчицкий согласно протоколу пожал руки всем судьям, помимо бокового Еугена Хярмса — именно он засчитал гол из явного положения вне игры в прошлогодней игре с «Уралмашем», что оставило «Карпаты» за бортом Высшей лиги.
Львовяне пропустили уже на 20-й минуте. В первом тайме «Карпаты» не смогли отыграться. Но тысячи болельщиков из Галичины гнали любимцев вперёд.
Когда мы выходили на разминку, сидел сектор львовских болельщиков, тысяч из четырех человек. И под аккордеон звучала «Черемшина».
…Эта песня «Снова буйно цветет черемуха...», которая звучала над стадионом, сделала с нами что-то невероятное — у меня от волнения аж слезы выступили...…
Во второй половине игры «Карпаты» переломили ход игры — голы Лихачёва и Булгакова вывели львовян вперёд. В конце игры ростовчане забили гол из офсайда — главный судья, даже не посмотрев на бокового, гол засчитал, а ростовчане побежали радоваться к центру поля. Только потом главный судья заметил сигнализацию Хярмса: тот четко зафиксировал офсайд. «Карпаты» довели матч до победы.

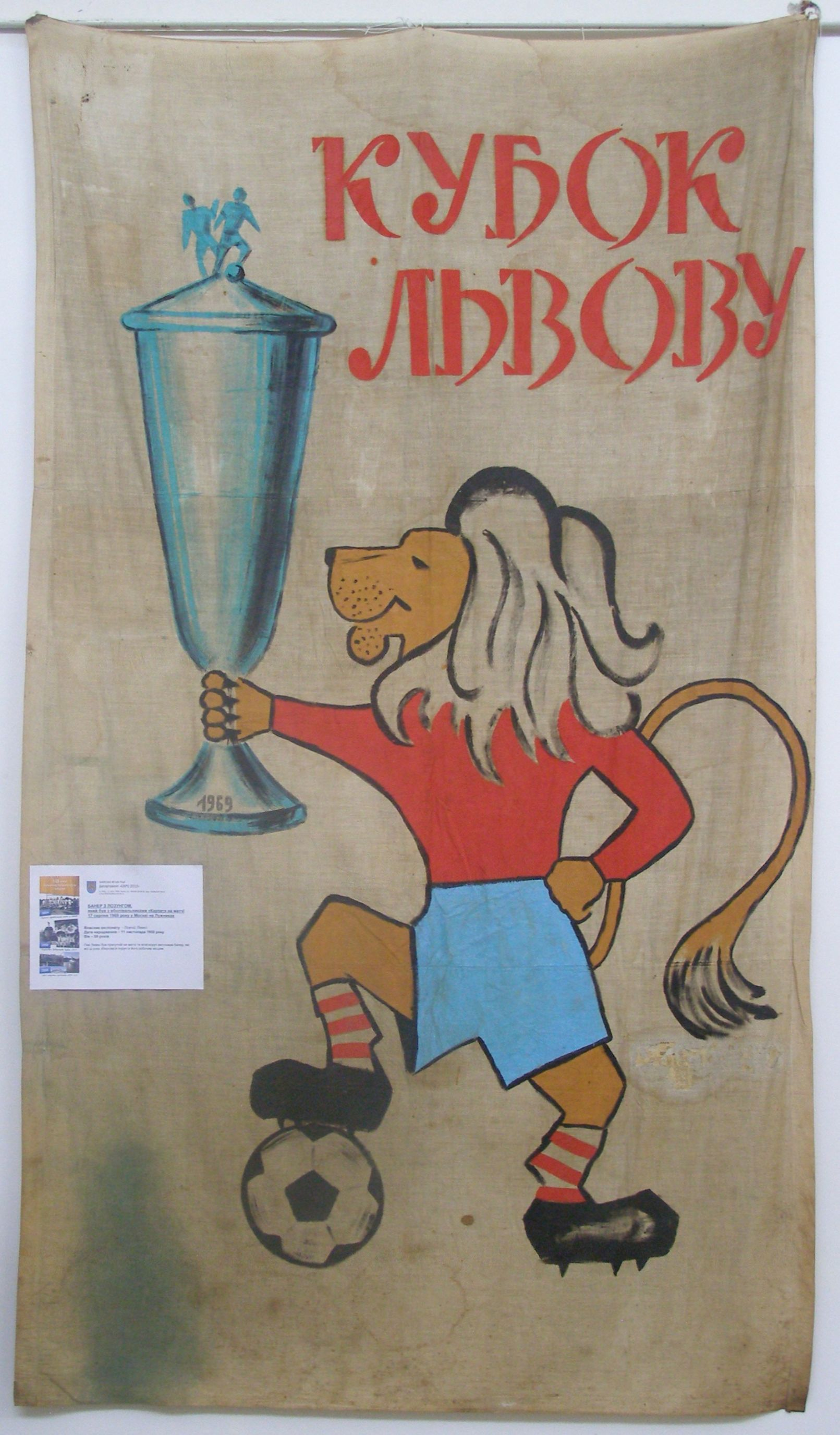
Баннер «Кубок Львову»

На трибунах стадиона загораются факелы. Далеко виден транспарант: «Кубок — Львову!» На нем — традиционный львовский лев держит самую высокую из наград отечественного футбола. И вот после вручения Кубка вокруг зелёного поля Лужники шагают победители…
«Карпаты», выиграв Кубок СССР по футболу, завоевали право представлять страну в Кубке обладателей кубков сезона 1970/1971. В первом раунде (1/16 финала) украинцы играли против румынского «Стяуа». Тогда бухарестцев тренировал известный специалист Штефан Ковач, который впоследствии прославился работой в голландском «Аяксе». Первый матч во Львове проходил с преимуществом «Карпат», но свои моменты они не использовали, ещё и пропустили гол на 88-й минуте — поражение 0:1. Боевая ничья 3:3 в Бухаресте вывела в 1/8 румын.

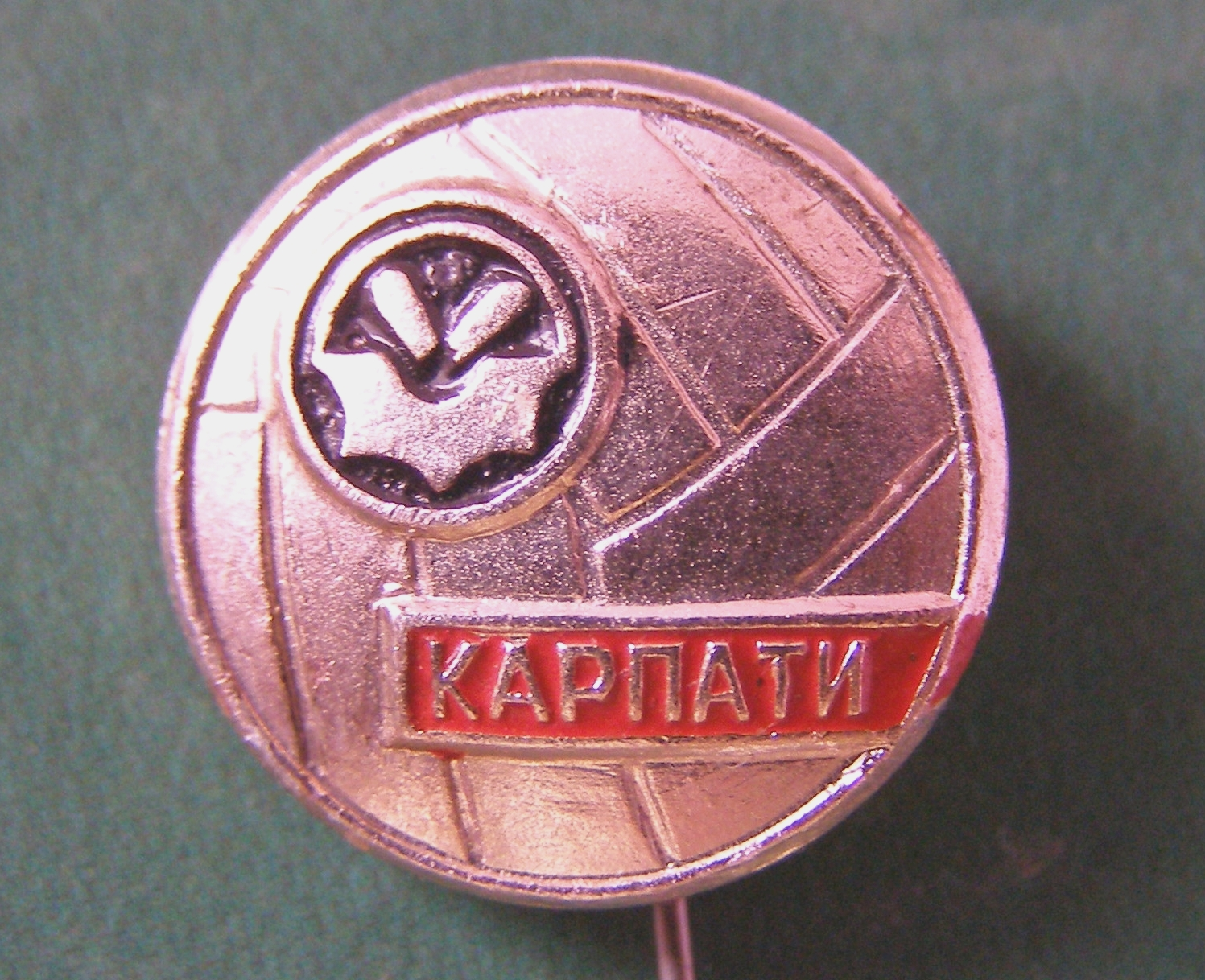
Значок советских времен с логотипом львовского завода «Электрон» — тогдашнего спонсора команды

Несмотря на то, что в новообразованную Первую лигу выходило по 3 команды из подгруппы (а клуб занял 6-е место) для обладателей Кубка сделали исключение и позволили играть в Первой лиге 1970 года. Перед началом сезона клуб укрепил вратарскую линию — из ленинградского «Зенита» в «Карпаты» перешёл Габор Вайда. «Зелёно-белые» выиграли чемпионат, опередив «Кайрат» из Алма-Аты и «Днепр» (который тогда тренировал Валерий Лобановский), обойдя также такие клубы, как московский «Локомотив», харьковский «Металлист», казанский «Рубин» и самый известный литовский клуб советского времени «Жальгирис» из Вильнюса, и вышли в Высшую лигу чемпионата СССР.
Всех этих успехов достиг с клубом наставник Эрнест Юст — из воспитанников закарпатского футбола он сумел создать коллектив, который прославился командной игрой и сумел удержаться в высшей советской лиге.
Первая для «Карпат» игра в высшем дивизионе состоялась 8 апреля 1971 года в Ереване против «Арарата». Армяне открыли счёт, но Игорь Кульчицкий выровнял положение с пенальти — (1:1). Штатный пенальтист «Карпат» того года Кульчицкий забил все 7 пенальти и стал лучшим бомбардиром команды в сезоне. Первый сезон в высшем дивизионе клуб завершил на 10-й позиции среди 16 команд. Именно в этом чемпионате, 27 июня, на стадионе «Дружба» собралась наибольшая аудитория за всю историю арены — 51 тысяча зрителей. Львовяне тогда принимали будущего чемпиона СССР, киевское «Динамо». «Карпаты» выиграли 3:1.
Несмотря на неплохое десятое место среди 16 команд, в преддверии старта нового первенства, в феврале 1972 года Эрнест Юст был уволен с поста главного тренера. Так же работники обкома партии остались недовольны работой начальника команды Карла Микльоша, который, в частности, должен был заботиться о том, чтобы команда посещала музей им. Ленина и проводить воспитательную работу. В конце концов летом 1972 года с должностей были отстранены начальник клуба Карл Микльош и тренер Анатолий Полосин за слабую политико-воспитательную работу в коллективе.
Трансферная политика клуба не усилила команду. Перед чемпионатом львовский клуб покинули сразу три форварда основы: Янош Габовда, Владимир Булгаков и Роман Хижак. Вместо этого пришёл Эдуард Козинкевич — игрок сборной СССР, который в её составе завоевал «серебро» на чемпионате Европы 1972. В сезоне 1972 «зелено-белые» вышли в полуфинал Кубка СССР, где по сумме двух матчей уступили московскому «Спартаку», но в чемпионате заняли 14-е место, с трудом сохранив прописку в элите. В 1973 году ситуация в чемпионате повторилась.
Таким образом проблемы решить не удалось и Юст вернулся на должность главного тренера в 1974 году уже надолго. Постепенно команда подтянулась к лидерам: поднявшись в сезоне 1974 на 11-е место, а в сезоне 1975 года на шестое. А затем и включилась в борьбу за медали.
Сезон 1976 года советские чиновники разделили на 2 отдельных чемпионата, в каждом из которых разыгрывали медали: 1976 (весна) и 1976 (осень). Весной львовяне выступили очень хорошо и набрали поровну очков с тбилисским «Динамо» и донецким «Шахтёром». Судьбу бронзовых наград решила разница забитых и пропущенных мячей, которая оказалась лучшей у грузин — в итоге «Карпаты» заняли 4-е место, опередив «Шахтёр».
В осеннем чемпионате «зелёно-белые» до последнего тура боролись за самые высокие места. Перед последней игрой ситуация на вершине турнирной таблицы была следующей:
| Место | Команда            | Очков | С кем играет                  |
| ----- | ------------------ | ----- | ----------------------------- |
| 1.    | «Торпедо» (Москва) | 20    | «Арарат» (Ереван) (на выезде) |
| 2.    | «Карпаты» (Львов)  | 17    | «Зенит» (Ленинград) (дома)    |
| 3.    | «Динамо» (Москва)  | 16    | «Динамо» (Тбилиси)            |
| 4.    | «Динамо» (Киев)    | 16    | «Спартак» (Москва)            |
| 5.    | «Динамо» (Тбилиси) | 15    | «Динамо» (Москва)             |

«Торпедо» уже обеспечило себе «золото», а на «серебро» претендовали «Карпаты», которые не только имели очко преимущества над конкурентами, но и решающую игру проводили дома против ленинградского «Зенита».
«Зенит» быстро забил 2 гола, а шанс переломить игру получил защитник Фёдор Чорба благодаря пенальти. Чорба был штатным пенальтистом команды — в том чемпионате он пробил 7 пенальти и все реализовал. Но на львовской «Дружбе» вратарь взял удар. Это психологически надломило хозяев и в конце ленинградцы забили ещё и третий мяч — 0:3. Таким образом «Карпаты» очень ухудшили свою разность забитых и пропущенных мячей, поэтому не только не получили серебряные медали, но и потеряли «бронзу» из-за худшей разницы голов: «Динамо» Тбилиси — 4, «Карпаты» — 3. Подобного шанса на медали в Высшей лиге СССР клуб уже никогда не получил.
Эта неудача негативно повлияла на отношение к клубу руководства города и повлекла неудачный старт в первенстве 1977 года. Главный тренер Эрнест Юст под давлением начальства начал омоложение состава, что плохо отразилось на стабильности игры команды. «Карпаты» заняли предпоследнее 15-е место и вылетели в Первую лигу. Вместе с этим, в команде дебютировали много молодых исполнителей, которые в последующие годы определяли стиль игры команды: Андрей Баль, Олег Родин, Ярослав Думанский, а в 1978 году — Степан Юрчишин.
В первой лиге «зелёно-белые» были среди лидеров и перед последним туром на 1 очко опережали «Динамо» (Минск), которое и было конкурентом в борьбе за 3 место, что давало пропуск в высшую лигу СССР. Именно в Минске «Карпаты» проводили последнюю игру первенства 1978 года. Матч закончился судейских скандалом: на 10-й минуте в ворота львовян назначен пенальти, а судья удалил лучшего бомбардира гостей Степана Юрчишина, хотя тот вообще стоял в стороне эпизода. «Динамо» победило и в итоге опередила «Карпаты» на 1 очко, что стало путевкой в «вышку».
В середине сезона 1978 по собственному желанию покинул команду многолетний наставник Эрнест Юст. 
1979 год стал бенефисом нападающего Степана Юрчишина — он установил рекорд первой лиги, забив за сезон 42 гола (в 42 проведённых поединках). Благодаря такой результативности форварда даже пригласили в национальную сборную СССР, где среди других футболистов он был единственным представителем из низшей лиги. «Карпаты» того года забили в чемпионате 89 голов, уверенно заняли 1-е место и на 8 очков опередили ближайшего преследователя, обойдя такие известные клубы СССР, как «Днепр» Днепропетровск, «Металлист» Харьков и «Жальгирис» Вильнюс.
Травма Степана Юрчишина, конфликт в команде, смена главного тренера, рекордное за все годы количество игроков, которые выходили в матчах чемпионата — 25 — вот факторы которые не позволили Львовянам закрепиться в высшем дивизионе и они опять опустились в первую лигу.
В чемпионате 1981 года в первой лиге «Карпаты» заняли лишь 10-е место. В киевское «Динамо» перешли лидеры коллектива Андрей Баль и Ярослав Думанский. Также перед чемпионатом 1981 завершил карьеру ветеран, последний в команде обладатель Кубка-1969 Лев Броварский. Его достижения — 412 игр в цветах «Карпат» — никто не побил и до сих пор. 

### Объединение соСКА (Львов)
В первых числах января 1982 года руководство областного футбола, сославшись на сложность финансирования двух команд мастеров и неудачного выступления в последнем сезоне, решило объединить два клуба. Профсоюзную команду «Карпаты» ликвидировали, а её место в первой лиге заняла армейская команда СКА «Карпаты». Она была создана на основе второлигового клуба СКА (Львов), подчинялась военному ведомству. Коллектив составили из игроков СКА и «Карпат», добавив несколько приезжих игроков. Главным тренером назначили специалиста Николая Самарина.
Сначала команда выступала довольно неплохо, в 1984—1985 годах под руководством бывшего игрока «Карпат» Владимира Булгакова даже два года подряд занимала третье место в первой лиге, но новый клуб не стал популярным среди болельщиков. Если на игры «Карпат» в высшей лиге в 1980 году на домашних играх собиралось в среднем по 20-25 тысяч человек, то в первом объединённом сезоне СКА «Карпаты» в первой лиге 1982 года посещение составило 5-6 тысяч зрителей. Увеличилось и текучесть кадров — приезжие футболисты, отслужив определённый срок, оставляли армейский клуб. В 1987 году СКА «Карпаты» занял пятое место в первой лиге, а через год — седьмое.
В 1989 году клуб выступил катастрофически и занял последнее, 22-е, место. СКА не мог победить первые 16 матчей, а на выезде команда проиграла 18 из 21 игр. Матч с «Котайком» на львовском стадионе «Дружба» 11 июля 1989 года установил абсолютный антирекорд сезонаˌ на игру пришло 54 зрителя.
В том же году возродили гражданскую команду «Карпаты», которая начала выступления со второй лиги. Её игры собирали во Львове в среднем от 8 до 10 тысяч человек.

### Возрождение «Карпат»
Первые важные шаги для восстановления народной команды «Карпаты» были сделаны 28 июля 1987 года, когда львовская газета «Ленинская молодёжь» опубликовала критическую статью Ивана Сала «Футбол … вне игры», где автор требовал разделить СКА «Карпаты» на две команды, как было ещё в 1960-х годах, и таким образом вернуть Львову прежнюю футбольную славу и традиции. Эта статья была написана ещё в 1983 году, но из-за цензуры она была опубликована лишь через 4 года.
В конце 1988 года делегация из Львова ездила в республиканскую федерацию футбола в Киеве, также были проведены переговоры с представителями Госкомспорта в Москве. Поскольку место в первой лиге было забронировано за командой СКА «Карпаты», возрождённый гражданский клуб был вынужден начинать выступления с низшей, второй лиги. Это удовлетворило обе стороны и 5 января 1989 года в Москве было подписано свидетельство о восстановлении команды «Карпаты».
Во Львов из коллективов других городов сразу возвратилось много воспитанников «Карпат», которые хотели защищать честь родной команды: Степан Юрчишин, Сергей Квасников, Виктор Рафальчук, Григорий Батич, Василий Леськив, Богдан Бандура и другие.
«Зелёно-белые» с первых игр показали, что перерастают уровень большинства команд второй лиги.

### Чемпионаты Украины: первые успехи и вылет в Первую лигу

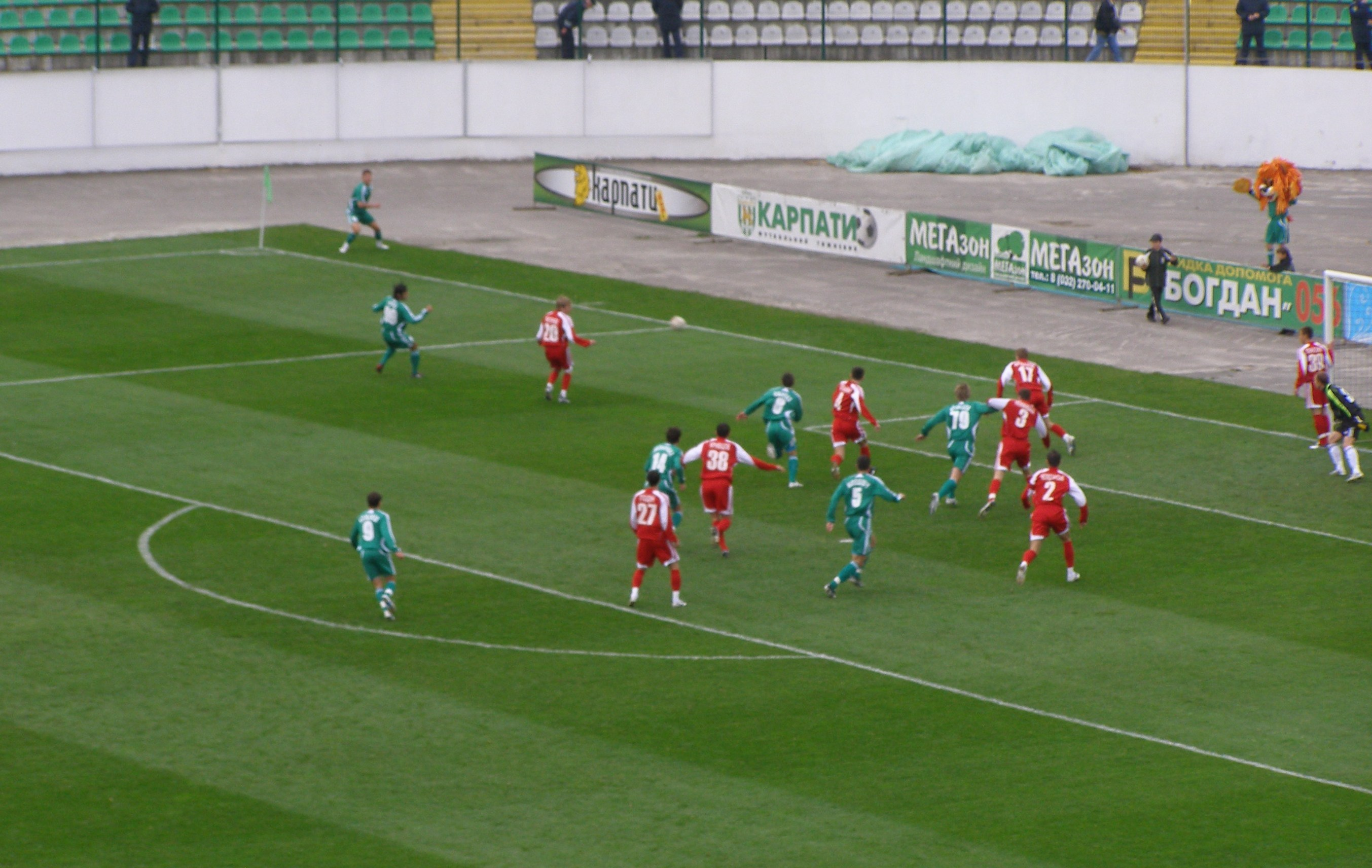
«Карпаты» принимают «Металлург» (Запорожье). 25 октября 2008 года

| 1992    | Высшая лига          | 6 в Группе А |
| 1992/93 | Высшая лига          | 6            |
| 1993/94 | Высшая лига          | 5            |
| 1994/95 | Высшая лига          | 8            |
| 1995/96 | Высшая лига          | 8            |
| 1996/97 | Высшая лига          | 5            |
| 1997/98 | Высшая лига          | 3            |
| 1998/99 | Высшая лига          | 4            |
| 1999/00 | Высшая лига          | 9            |
| 2000/01 | Высшая лига          | 10           |
| 2001/02 | Высшая лига          | 8            |
| 2002/03 | Высшая лига          | 7            |
| 2003/04 | Высшая лига          | 15           |
| 2004/05 | Первая лига          | 6            |
| 2005/06 | Первая лига          | 2            |
| 2006/07 | Высшая лига          | 8            |
| 2007/08 | Высшая лига          | 10           |
| 2008/09 | Премьер-лига         | 9            |
| 2009/10 | Премьер-лига         | 5            |
| 2010/11 | Премьер-лига         | 5            |
| 2011/12 | Премьер-лига         | 14           |
| 2012/13 | Премьер-лига         | 14           |
| 2013/14 | Премьер-лига         | 11           |
| 2014/15 | Премьер-лига         | 13           |
| 2015/16 | Премьер-лига         | 7            |
| 2016/17 | Премьер-лига         | 10           |
| 2017/18 | Премьер-лига         | 10           |
| 2018/19 | Премьер-лига         | 9            |
| 2019/20 | Премьер-лига         | 12           |
| 2020/21 | Вторая лига группа А | 13           |

После обретения независимости Украины «Карпаты» выступали в высшей лиге Украины, начиная с первого же сезона 1992 года. В этом году львовяне заняли в чемпионате 6-е место. В этом же году в клуб пришёл новый тренер Мирон Маркевич, с которым связаны первые достижения клуба в истории независимой Украины. В сезоне 1992/1993 «Карпаты», руководимые новым тренером, подтвердили историческое реноме кубковой команды: вышли в финал Кубка Украины, где по сумме двух матчей уступили киевскому «Динамо», а в сезоне 1993/1994 были близки к тому, чтобы повторить этот успех. В полуфинале львовяне соревновались с будущим победителем турнира одесским «Черноморцем». Игра во Львове завершилась вничью 0:0, а в Одессе счёт долгое время был 1:1 (он выводил гостей в финал за счёт мяча, забитого на выезде) и лишь на последней минуте «Черноморец» забил победный гол.
В чемпионате в те годы «Карпаты» стабильно занимали места в середине турнирной таблицы: в сезоне 1992/1993 финишировали на 6-м месте, в 1993/1994 годах закончили первенство на 5-м, а в сезоне 1994/1995 — на 8-м. В течение этого сезона сменился президент клуба, которым стал Роман Гирнык (в 2000 году его убийство потрясло всю Западную Украину). Главный тренер Мирон Маркевич не сошёлся с новым президентом по ряду вопросов и по окончании первенства-1994/1995 покинул «Карпаты».
Вернулся Маркевич во Львов в 1996 году и занял с «Карпатами» 5-е место. А в сезоне 1997/1998 под его началом «Карпаты» завоевали свой первый комплект медалей чемпионата Украины — бронзовые награды. Ворота команды тогда защищал опытный Богдан Стронцицкий, в обороне выступали Юрий Беньо, Александр Чижевский и Владимир Езерский, в середине поля — Евгений Назаров, Сергей Ковалец и Сергей Мизин, а лучшим бомбардиром команды стал Александр Паляница. На следующий сезон «Карпаты» повторили свой успех в Кубке Украины — вышли в финал, но снова не смогли переиграть гранд украинского футбола киевское «Динамо».
В те годы четыре игрока «Карпат» дебютировали в национальной сборной: Андрей Гусин и Александр Евтушок после первого выхода «зелёно-белых» в финал Кубка Украины в 1993 году; Владимир Езерский и Владимир Микитин после завоевания «Карпатами» бронзы (1998). Мирон Маркевич дважды выводил «Карпаты» в еврокубки (Кубок кубков, Кубок УЕФА), но львовяне оба раза не смогли преодолеть стартовые этапы розыграшей турниров. Чемпионат 1998/1999 «Карпаты» закончили на 4-м месте. После этого Мирон Маркевич снова покинул клуб.
Лето 1999 года ознаменовалось частичной реконструкцией домашней арены — вместо деревянных лавок на стадионе «Украина» были установлены пластиковые сидения. Львов готовился принимать игры «Карпат» в Кубке УЕФА. Поэтому первые несколько домашних матчей клуба в чемпионате Украины 1999-2000 состоялись на стадионе СКА, где «Карпаты» не принимали соперников ещё с 1960-х годов. Временное возвращение оказалось удачным: 1 августа 1999 года была зафиксирована самая крупная победа «Карпат» в высшей лиге чемпионата страны, когда одесский «Черноморец» уступил во Львове со счётом 0:5.
Достижение «львов» в 1990-е годы (два выхода в финал Кубка Украины и бронзовые медали чемпионата) не требовали большого бюджета и материальных затрат, которые в украинском футболе начали резко расти в начале 2000-х годов. Вследствие этого увеличилась текучесть кадров, хорошие игроки получили возможность получать в клубах-грандах высокие гонорары. Приглашение высококлассных игроков и специалистов стало требовать больших денежных затрат. Ещё в начале 90-х инфраструктура клуба стала приходить в упадок. В этих условиях руководство «Карпат» взяло курс на привличение в клуб легионеров, что в конечном счете только ухудшило турнирное положение: в сезоне 1999-2000 клуб занял 9-е место, а в сезоне 2000-2001 — 10-е. В эти года в чемпионате в цветах клуба выступило 37 игроков (среди них 9 иностранцев) — наибольшее количество в истории команды. Отсутствие четкой стратегии развития клуба и нестабильная атмосфера привели к тому, что тренеры в команде менялись едва не каждые несколько месяцев.
Беспрецедентным стал случай с Мироном Маркевичем — в 2001-2002 годах он возглавил «Карпаты» уже в третий раз в карьере, а в 2002-2003 даже в четвёртый, но спасти команду не смог. Весной 2004 команда заняла предпоследнее 15-е место в чемпионате и вылетела в первую лигу, где выступала в течение двух сезонов. После понижения в классе команду покинул ряд сильных и амбициозных футболистов (Сергей Мизин, Сергей Даниловский, Тарас Кабанов, Сергей Ковальчук и другие). Эти годы также стали дебютными для нескольких игроков «Карпат» в составе своих национальных сборных: Самсон Годвин дебютировал за сборную Нигерии, Тарас Кабанов за главную команду Украины, Сергей Ковальчук за национальную сборную республики Молдова (за которую впоследствии провёл 35 игр и забил 2 гола) и был признан лучшим футболистом страны по итогам 2003 и 2004 годов.
В сезоне 2005-2006 команда достигла уникального, как для клуба первой лиги Украины, успеха в Кубке страны, добравшись до полуфинала и обыграв на пути три команды высшей лиги. Все 3 гола в домашних победах над «Черноморцем» (1:0), «Шахтёром» (1:0) и «Ворсклой» (1:0) забил бразильский нападающий Вильям Роша Батиста — один из лучших легионеров клуба. Особенно сенсационным был результат игры с «Шахтёром», действующим чемпионом Украины. Хозяева выдержали шквал атак гостей и забили решающий гол во втором тайме. После матча руководство донецкого клуба было настолько поражено надежной игрой львовского вратаря Богдана Шуста, что купило футболиста сразу же в первое трансферное окно — уже через 3 месяца. А по итогам 2006 футбольного года Шуст был признан лучшим голкипером Украины по версии читателей интернет-издания UA-Футбол. Также в 2006 году два игрока «Карпат» Максим Фещук и Николай Ищенко завоевали серебро в составе сборной Украины U-21 на молодёжном чемпионате Европы в Португалии, где украинцы уступили в финале сборной Нидерландов U-21 (0-3). По результатам сезона «Карпаты» заняли 2-е место в первой лиге и завоевали право снова выступать в высшем дивизионе.
Чемпионат 2006-2007 клуб провёл неплохо, заняв 8-е место. Лучшим бомбардиром клуба стал Батиста, который забил 10 голов и занял третью строчку в списке лучших голеадоров премьер лиги (наравне с Сергеем Назаренко и Сергеем Корниленко). За время пребывания клуба в низшем дивизионе, существующие проблемы решены не были, а после возвращения в элиту к ним добавился так называемый «Синдром второго сезона» — когда после возвращения в «вышку» и хорошего выступления в первом сезоне в следующем первенстве наступает спад. В чемпионате 2007-2008 львовяне продолжили список кадровых потерь — команду после выхода в высшую лигу покинул ряд старших, опытных игроков, лидеров коллектива (Андрей Распопов, Олег Тымчишин, Андрей Тлумак, Алексей Сучков, Вильям Роша Батиста), которых заменила местная молодёжь — воспитанники западноукраинского футбола. Омоложённый состав показывал нестабильную игру: за разгромными победами над луганской «Зарёй» (3:0), «Кривбассом» (3:0) и симферопольской «Таврией» (4:0); следовали не менее разгромные поражения от «Динамо» (3:7), «Шахтёра» (0:3), харьковского «Металлиста» (0:4) и одесского «Черноморца» (0:4). В итоге клуб занял 10-е место.

### Новейшая история клуба

Клубная эмблема до 2020 года

В 2008 году, после выхода в высшую лигу футбольного клуба ФК «Львов», за который выступают исключительно украинские футболисты, симпатии львовских болельщиков разделились — критиковали селекцию «Карпат», назначение неопытного иностранного тренера Олега Кононова . Первая официальная встреча этих клубов завершилась неожиданно — в сентябре 2006 года тогда ещё перволиговые «горожане» выбили высшелиговый клуб «Карпаты» из Кубка Украины в поединке 1/16 финала. Реванш был взят 15 ноября 2008 года, когда в первом в истории украинской высшей лиги (нынешней Премьер-лиги) львовском дерби «зелёно-белые» обыграли «горожан» 4:2, уступая в течение игры 0:2.

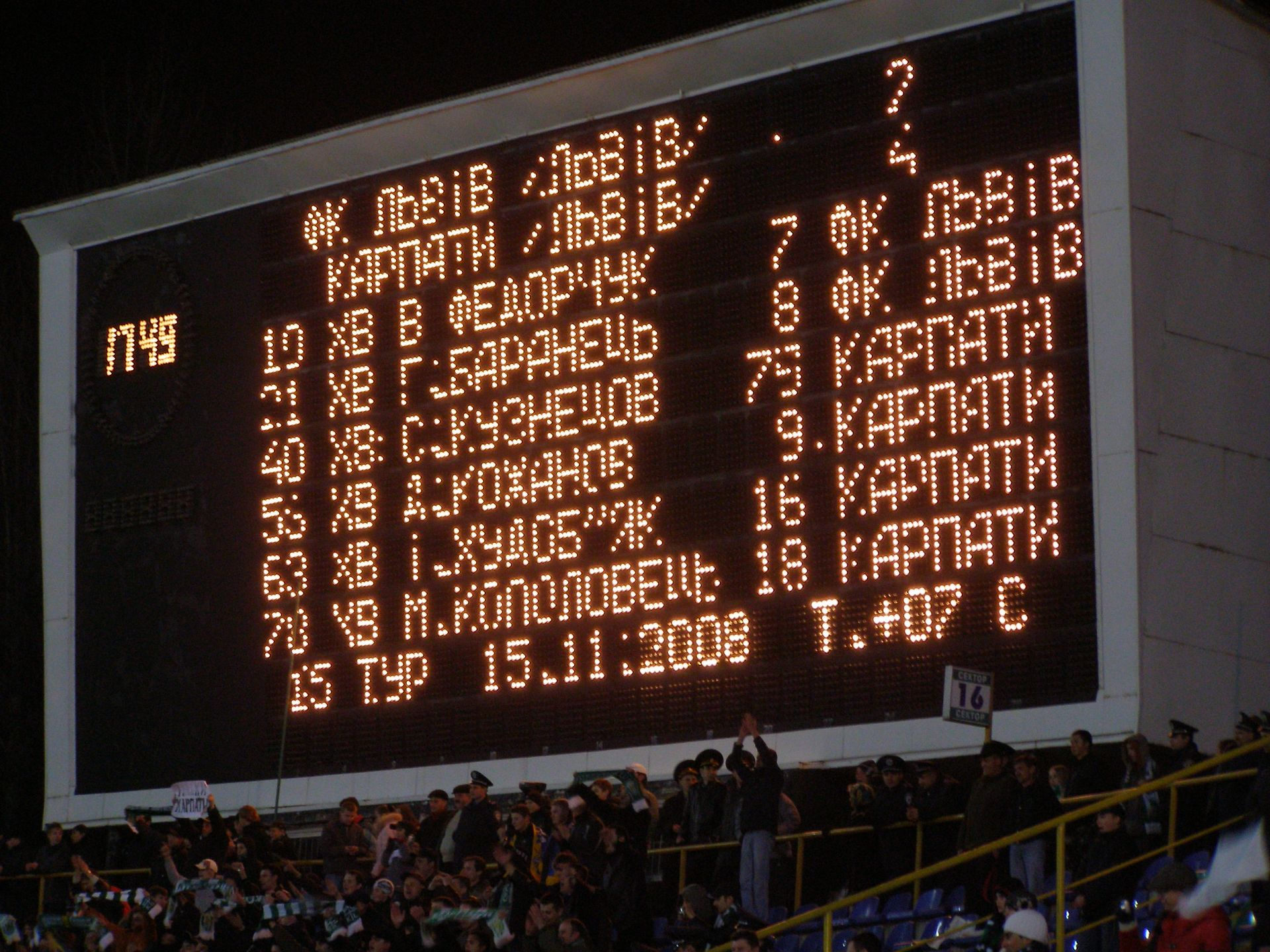
Табло стадиона «Украина» после завершения львовского дерби-2008

По результатам чемпионата 2008—2009 «Карпаты» несколько улучшили своё турнирное положение, заняв 9-е место, но игра команды продолжала оставаться нестабильной — молодой тренер Олег Кононов проводил ротацию состава, закладывая основу нового боеспособного коллектива. Так в этом сезоне «Карпаты» снова 4 раза уступили с разгромным счётом, одержали 4 разгромные победы и при этом получили звание самой миролюбивой команды сезона, сыграв 10 ничьих.
Несмотря на то, что зимой сезона 2008-2009 годов клуб покинули прежние основные футболисты (Владимир Федорив, Самсон Годвин, который позднее вернулся; Максим Фещук), команда заиграла лучше и блестяще начала весеннюю часть первенства: домашняя победа 3:0 над «Черноморцем» и выездной разгром «Ильичёвца» 5:1, который стал самой крупной выездной победой «Карпат» за всю историю выступлений в высшей лиге Украины. Постепенно игроки на поле стали представлять собой единый коллектив.
В сезоне 2009-2010, «Карпаты» одержали ряд убедительных побед над лидерами украинского футбола, клубами «Динамо», «Металлист» и «Днепр»; обладателями Кубка Украины 2009 и 2010 полтавской «Ворсклой» и симферопольской «Таврией» соответственно. Это, а также результативная игра с другими командами премьер-лиги позволили команде занять по итогам чемпионата еврокубковое место. Вместе с результатом пришла и яркая, зрелищная игра команды, атакующий стиль, характер, благодаря которому команда не раз переламывала ход игры в свою пользу, умение бороться до финального свистка. В 2010 году целая плеяда карпатовцев, играющих под руководством Олега Кононова, дебютировала в своих национальных сборных: Артём Федецкий, Игорь Ощипко, Игорь Худобяк и Денис Кожанов дебютировали в национальной сборной Украины; Сергей Зенёв в сборной Эстонии, Сандро Гурули в национальной сборной Грузии. Перед началом следующего сезона в футбольной среде все чаще стали слышны разговоры о максимальных задачах для команды: выходе в групповой турнир Лиги Европы.
В октябре 2010 года произошли изменения в селекционной службе: Вячеслав Левчук стал помощником главного тренера, а на освободившуюся должность трансфер-директора «Карпат» был приглашен Игорь Йовичевич. Первую половину сезона 2010—2011 «Карпаты» провели, выступая в трёх турнирах. В Лиге Европы львы пробились в групповой этап, где встретились с топ-клубами первой пятерки, и заняли последнее место в группе. На внутренней арене команда выбыла в четвертьфинале кубка страны, проиграв домашнюю встречу киевскому «Арсеналу» (весь матч прошёл при подавляющем преимуществе «зелёно-белых», но в полуфинал прошли киевляне благодаря двум результативным контратакам), а в чемпионате, по результатам его первой половины, «Карпаты» финишировали на пятом еврокубковом месте. В зимнее межсезонье селекционная служба организовала усиление: 20 января 2011 года «Карпаты» подписали воспитанника мадридского «Атлетико», нападающего «Райо Вальекано» Лукаса Перес Мартинеса, который стал первым испанским легионером в Премьер-лиге Украины; а уже через два дня было объявлено о подписании ещё двух контрактов. В «Карпаты» перешёл вратарь национальной сборной Македонии Мартин Богатинов, который в составе своего предыдущего клуба «Работнички» сыграл 6 матчей в Лиге Европы и был признан лучшим игроком чемпионата Македонии 2010 года. Вторым приобретением стал защитник словенского клуба «Горица» и сборной Словении U-21, бронзовый призёр чемпионата Словении 2009/2010 Грегор Балажиц. Так же зимнее межсезонье ознаменовалось переходом в немецкий «Шальке 04» бразильского защитника «Карпат» Данило Авелара. Ближе к закрытию трансферного окна клуб усилился ещё одним футболистом — в аренду из саудовского «Аль-Насри» пришёл Рэзван Кочиш, универсальный игрок национальной команды Румынии, который может сыграть как в нападении, так и в защите. До закрытия зимнего трансферного окна клуб подписал ещё одного игрока из Испании. Им стал воспитанник мадридского «Реала», защитник «Райо Вальекано» Борха Гомес Перес. Усиление линии защиты стало крайне необходимым в свете перехода в клуб российской Премьер-лиги «Краснодар» игрока основы Неманьи Тубича. В итоге по результатам сезона «Карпаты» за четыре тура до окончания чемпионата досрочно оформили путевку в еврокубки, гарантировав себе как минимум 5-е место.

#### Copa del Sol 2011
В качестве подготовки ко второй части чемпионата Украины «Карпаты» приняли участие во втором розыграше турнира Кубка Солнца, где их соперниками в условной группе стали норвежские клубы «Мольде» и бронзовый призёр Типпелиги 2010 года «Тромсё», а также победитель Кубка УЕФА 1982 и 1987 годов шведский «Гётеборг». В первом матче с «Мольде» «Карпаты» в серии пенальти выиграли со счётом 4:3 и пробились в 1/4 финала, где был обыгран «Гётеборг» 1:0. В полуфинале «львы» должны были встретиться с участником плей-офф Лиги чемпионов 2010/2011 ФК «Копенгаген», но датчане снялись с соревнований и соперником «зелёно-белых» стал ещё один представитель чемпионата Норвегии «Олесунн», занявший по итогам сезона 2010 4-е место (как клуб, показавший лучший результат среди проигравших в четвертьфинале). «Олесунн» был обыгран по пенальти 7:6, основное время 1:1. В финале «Карпаты» обыграли представителя Премьер-лиги Украины «Шахтёр» Донецк 1:0, победный мяч забил на 59-й минуте Игорь Худобяк, и стали победителями второго розыграша турнира Copa del Sol.

#### Премьер-лига 2011/2012
Во время летнего межсезонья клуб провёл активную трансферную кампанию. Из киевского «Динамо» пришёл в аренду форвард молодёжной и национальной сборных Беларуси, бронзовый призёр молодёжного Евро-2011 Андрей Воронков, забивший в ворота соперников два мяча, что поспособствовало сборной завоевать путевку на Олимпийские игры в Лондоне. Также был подписан контракт с аргентинским нападающим мадридского «Атлетико» Херманом Пачеко, обладателем Южноамериканского кубка 2010 в составе «Индепендьенте». Кроме этого из аренды вернулся Данило Авелар, ставший в составе немецкого «Шальке 04» обладателем Кубка Германии 2011. Не обошлось и без потерь: голкипер Виталий Руденко стал игроком запорожского «Металлурга», а румынский универсал Рэзван Кочиш перешёл в клуб российской Премьер-лиги «Ростов». Кроме этого команду покинул Денис Кожанов, который перешёл в мариупольский «Ильичёвец». С началом чемпионата произошло ещё одно пополнение: в клуб перешёл полузащитник испанского «Вильярреала» Кристобаль Маркес Креспо. 21 июля стало известно о переходе футболиста донецкого «Шахтера» Константина Кравченко. Был подписан перспективный молодой защитник юношеской сборной Бразилии Мурило Гомес Ферейра, игрок молодёжного состава «Палмейраса». Столь значительные ротации состава, произошедшие в начале сезона, привели к недостатку сыгранности. Старт чемпионата оказался неудачным: к шестому туру «Карпаты» имели в своём активе лишь один бал и занимали последнюю строчку в турнирной таблице.

### Еврокубки
«Карпаты» пять раз принимали участие в европейских клубных турнирах: в 1970 году после обретения Кубка СССР. В 1993 и 1999 годах после выходов в финал Кубка Украины, а также в сезонах 2010/2011 и 2011/2012 Лиги Европы, после того, как команда заняла 5-е место в чемпионате страны.

#### Сезон 2010/2011
В еврокубковом сезоне 2010/2011 зелёно-белые принимали участие во втором розыгрыше Лиги Европы. Под руководством российского наставника Олега Кононова клуб впервые преодолел стартовый этап розыгрыша европейского клубного турнира, одержав победы над обладателем Кубка исландской лиги 2010 «Рейкьявиком» и бронзовым призёром чемпионата Грузии 2009/2010 «Зестафони», а в стыковом раунде «Карпаты» сенсационно выбили из розыгрыша обладателя Кубка и Суперкубка УЕФА 2000 года турецкий «Галатасарай».
Первый матч с турками «Карпатам» выпало сыграть на выезде, на легендарном для турецких болельщиков стадионе «Али Сами Йен». Львовяне подошли к этому матчу в статусе аутсайдеров, но с первых минут наладили грамотную, уверенную игру в обороне. Дисциплинированная игра и желание атаковать вскоре позволили «Карпатам» повести в счете: на 35-й минуте счёт открыл форвард львовян Сергей Кузнецов, только вернувшийся из «Алании», где он пребывал в аренде, а на 41-й минуте преимущество удалось увеличить нападающему сборной Эстонии Сергею Зенёву. Второй тайм игроки «Галатасарая» начали с активных действий в атаке, такое давление продолжалось вплоть до конца матча, опыт и класс позволили турецкому клубу отыграть два мяча, но все же «Карпатам» удалось отстоять ничью и обеспечить себе преимущество перед домашней игрой. С первых минут турки попытались завладеть инициативой, но первый удар по воротам Андрея Тлумака им удалось провести лишь на 15 минуте, когда центральный защитник гостей Сервет Четин пробил после подачи углового. Далее инициативу перехватили «Карпаты», начав грамотно действовать в середине поля. Хотя игра и не изобиловала голевыми моментами (всего за игру «Карпаты» нанесли 5 ударов по воротам, а «Галатасарай» — 2), но держала своей борьбой в напряжении. На 71-й минуте арбитр в сомнительной ситуации принял решение удалить форварда хозяев Сергея Кузнецова. Оставшись в меньшинстве, львовяне продолжали контролировать игру вплоть до последних минут. А на первой минуте добавленного времени 7-й номер «Галатасарая» Айдын Йылмаз отправил мяч в ближний нижний угол ворот. Этот мяч позволял туркам пройти дальше. Но за оставшиеся 2 минуты «Карпаты» забили решающий мяч.
Жребий отправил «Карпаты» в группу «J». В эту же группу попали шестикратный чемпион Германии, победитель Лиги чемпионов и Кубка обладателей кубков УЕФА «Боруссия Дортмунд»; двукратный чемпион Франции и обладатель Кубка кубков «ПСЖ» и двукратный обладатель Кубка УЕФА, а также единожды чемпион Испании «Севилья». Обозреватели сразу окрестили этот квартет лигочемпионовской группой. Выступление в групповом турнире львовяне начали с домашней игры против «Боруссии». Проигрывая по ходу встречи два гола, «Карпаты» отыгрались и вышли вперёд, но немцы вырвали победу — 3:4. Команда проиграла и следующие 4 матча. В последнем матче с «ПСЖ» львовяне сыграли вничью, набрав все же свои первые очки в евротурнирах.

#### Сезон 2011/2012
По результатам чемпионата Украины 2010/2011 «Карпаты» приняли участие в третьем розыгрыше Лиги Европы, стартовав с 3-го квалификационного раунда. На этом этапе львовяне находились в корзине сеянных. Соперником зелёно-белых стал ирландский «Сент-Патрикс Атлетик», который был обыгран с общим счётом 5:1. В раунде плей-офф львовяне встретились с греческим клубом ПАОК. Первый матч в гостях «Карпаты» проиграли 0:2. При счете 0:1 польский судья Роберт Малек не засчитал чистый гол Лукаса. Ответная встреча во Львове закончилась ничьей 1:1, причём и в этой игре не обошлось без судейских ошибок в пользу греков: на 69-й минуте за несуществующий фол был удален Артем Федецкий. Таким образом на этом еврокубковый сезон для львов был закончен.
Все матчи в еврокубках:
| Сезон     | Турнир       | Этап                             | Хозяин                 | Счёт            | Гость                  |
| --------- | ------------ | -------------------------------- | ---------------------- | --------------- | ---------------------- |
| 1970/1971 | Кубок кубков | 1/16 финала                      | «Карпаты»              | 0:1             | «Стяуа»                |
| 1970/1971 | Кубок кубков | 1/16 финала                      | «Стяуа»                | 3:3             | «Карпаты»              |
| 1993/1994 | Кубок кубков | Предварительный раунд            | «Карпаты»              | 1:0             | «Шелбурн»              |
| 1993/1994 | Кубок кубков | Предварительный раунд            | «Шелбурн»              | 3:1             | «Карпаты»              |
| 1999/2000 | Кубок УЕФА   | 1/64 финала                      | «Хельсингборг»         | 1:1             | «Карпаты»              |
| 1999/2000 | Кубок УЕФА   | 1/64 финала                      | «Карпаты»              | 1:1 (пен — 2:4) | «Хельсингборг»         |
| 2010/2011 | Лига Европы  | Второй квалификационный раунд    | «Рейкьявик»            | 0:3             | «Карпаты»              |
| 2010/2011 | Лига Европы  | Второй квалификационный раунд    | «Карпаты»              | 3:2             | «Рейкьявик»            |
| 2010/2011 | Лига Европы  | Третий квалификационный раунд    | «Карпаты»              | 1:0             | «Зестафони»            |
| 2010/2011 | Лига Европы  | Третий квалификационный раунд    | «Зестафони»            | 0:1             | «Карпаты»              |
| 2010/2011 | Лига Европы  | Четвёртый квалификационный раунд | «Галатасарай»          | 2:2             | «Карпаты»              |
| 2010/2011 | Лига Европы  | Четвёртый квалификационный раунд | «Карпаты»              | 1:1             | «Галатасарай»          |
| 2010/2011 | Лига Европы  | Групповой раунд                  | «Карпаты»              | 3:4             | «Боруссия Дортмунд»    |
| 2010/2011 | Лига Европы  | Групповой раунд                  | «Пари Сен-Жермен»      | 2:0             | «Карпаты»              |
| 2010/2011 | Лига Европы  | Групповой раунд                  | «Карпаты»              | 0:1             | «Севилья»              |
| 2010/2011 | Лига Европы  | Групповой раунд                  | «Севилья»              | 4:0             | «Карпаты»              |
| 2010/2011 | Лига Европы  | Групповой раунд                  | «Боруссия Дортмунд»    | 3:0             | «Карпаты»              |
| 2010/2011 | Лига Европы  | Групповой раунд                  | «Карпаты»              | 1:1             | «Пари Сен-Жермен»      |
| 2011/2012 | Лига Европы  | Третий квалификационный раунд    | «Карпаты»              | 2:0             | «Сент-Патрикс Атлетик» |
| 2011/2012 | Лига Европы  | Третий квалификационный раунд    | «Сент-Патрикс Атлетик» | 1:3             | «Карпаты»              |
| 2011/2012 | Лига Европы  | Раунд плей-офф                   | ПАОК                   | 2:0             | «Карпаты»              |
| 2011/2012 | Лига Европы  | Раунд плей-офф                   | «Карпаты»              | 1:1             | ПАОК                   |

Статистика выступлений:
| Соревнование | Участие | Матчей | В | Н | П | МЗ | МП |
| ------------ | ------- | ------ | - | - | - | -- | -- |
| Кубок кубков | 2       | 4      | 1 | 1 | 2 | 5  | 7  |
| Кубок УЕФА   | 1       | 2      | 0 | 2 | 0 | 2  | 2  |
| Лига Европы  | 2       | 16     | 6 | 4 | 6 | 21 | 24 |
| Итого        | 5       | 22     | 7 | 7 | 8 | 28 | 33 |

### Вылет из Премьер-лиги
В конце июня 2020 появилась информация, что «Карпаты» из-за нехватки финансирования не будут доигрывать сезон 2019/2020 и покинут УПЛ. В начале июля клуб дважды подряд отказался выезжать в Мариуполь на перенесённый и календарный матче чемпионата (1-го и 4-го июля соответственно), что, по регламенту соревнований, ведёт к исключению команды из турнира. 9 июля решением КДК УАФ команда была официально исключена из соревнований УПЛ. 21 августа 2020 клуб был включен в состав участников соревнований второй лиги. Команда провела один сезон во второй лиге, в течение которого находилась на дне турнирной таблицы и закончила его на последнем месте. В соответствии с регламентом клуб должен был лишиться профессионального статуса и продолжить выступать в любительских соревнованиях, однако 14 июля 2021 года президент клуба Олег Смалийчук заявил о расформировании команды. К тому времени для участия во второй лиге уже заявился другой львовский клуб, под названием «Карпаты», созданный годом ранее инициативной группой из бывших игроков команды.

## Стадион

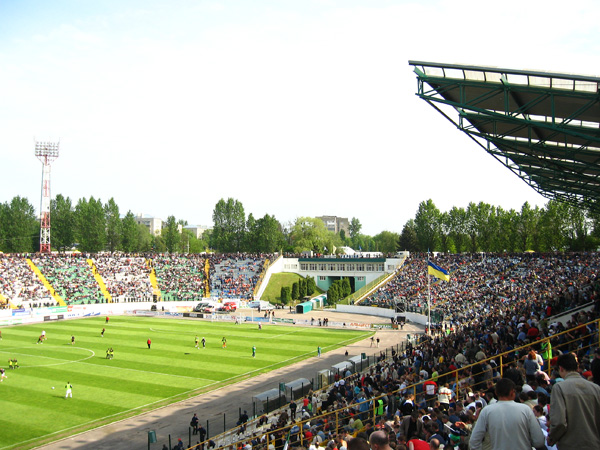
Стадион «Украина»

Первые игры (в том числе и дебютный официальный матч в сезоне 1963) «Карпаты» проводили на стадионе СКА. Первый поединок на стадионе «Дружба» состоялся 18 августа 1963 года — поражение от вильнюсского «Жальгириса» 0:1. Позже 50-тысячная «Дружба» стала основной ареной клуба, потом несколько десятилетий СКА не мог принимать всех желающих.
Сейчас стадион «Украина» (арена переименована в 1990 году) вмещает 28 051 человек. Все места оборудованы индивидуальными пластиковыми сиденьями.
В рамках подготовки Львова к Евро 2012 был построен новый городской стадион вместимостью 33 788 человек, отвечающий всем требованиям УЕФА. После сдачи в эксплуатацию «Арена-Львов» стала домашней ареной «Карпат».

## Цвета формы
Цвет игровой формы только что созданный клуб «Карпаты» перенял от официального предшественника — коллектива «Сельмаша». Традиционные зелёно-белые вертикальные полосы клуб широко использовал в 1960-х годах. Во времена выступлений в высшей лиге СССР (1971—1977) львовяне играли в зелёных футболках и белых трусах. В 1982 году клуб был ликвидирован, его место занял военный СКА «Карпаты», который играл в красно-белых красках. Полосатые футболки клуб снова надел в сезоне 1989 (впервые с 60-х годов, после восстановления гражданской профсоюзной команды «Карпаты»). В 1990-х и 2000-х годах команда играла обычно в зелёно-белых футболках, но без вертикальных полос.
Летом 2008 года клуб подписал соглашение с испанской компанией «Joma», которое предусматривало возвращение к историческим истокам. Команда впервые надела новую форму на зимних тренировочных сборах в Турции, а первый официальный матч в новой экипировке сыграла 1 марта 2009 года.
Перед открытием футбольного сезона 2010—2011, клуб, в лице игроков сборной Украины Артема Федецкого и Игоря Худобяка, презентовал новый резервный комплект формы: полосатые футболки красного и чёрного цветов, чёрные шорты и чёрные гетры.

## Болельщики

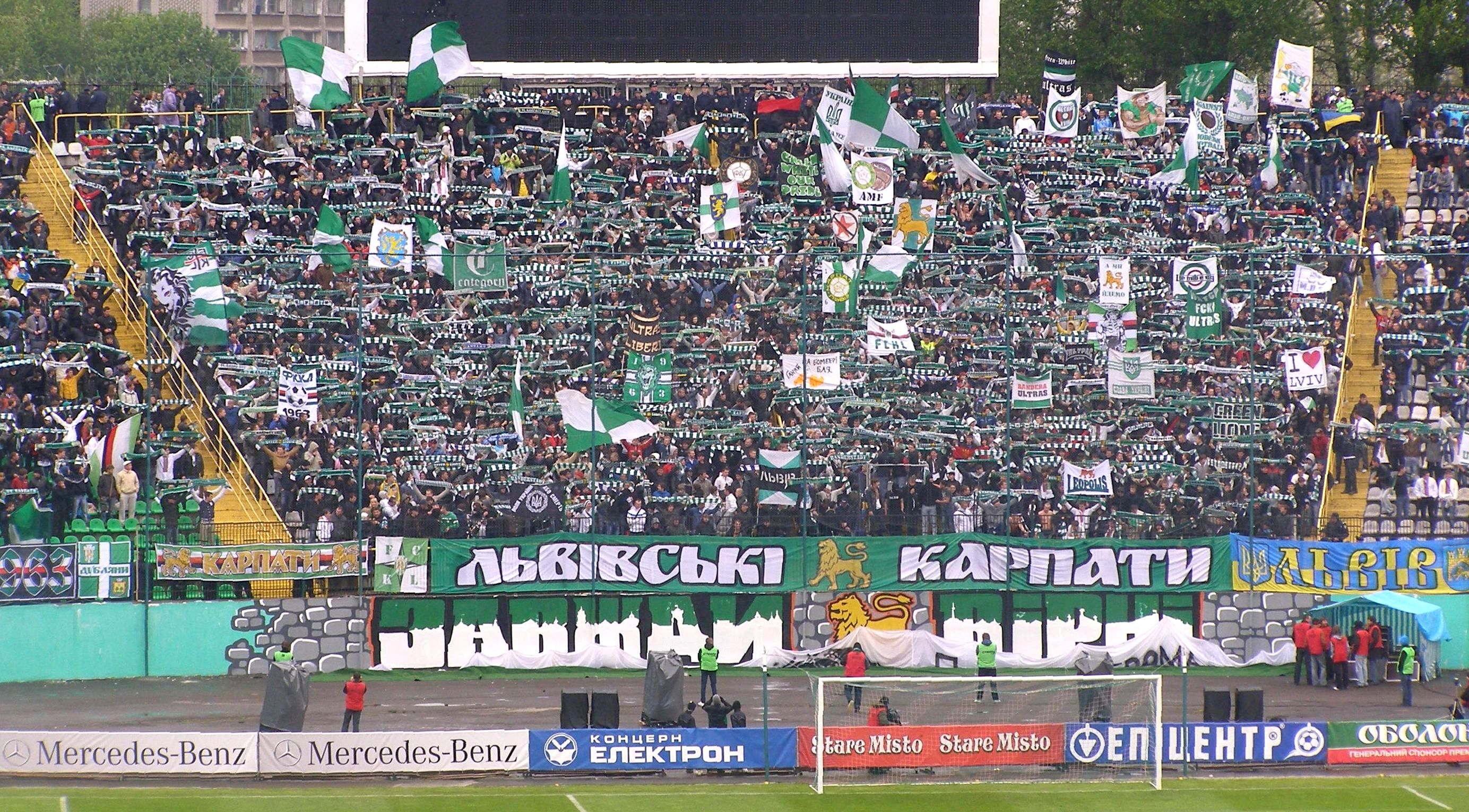
15-й и 16-й сектора львовского стадиона «Украина»

У болельщиков «Карпат» есть два главных девиза: «Завжди вірні!» и «Мільйон сердець — одне биття, Карпати-Львів — на все життя!». Первый олицетворяет верность и лояльность болельщиков клубу как во время побед, так и в часы неудач и явно обыгрывает девиз Львова «Semper fidelis». Второй символизирует особый статус клуба в западном регионе, подчеркивает самобытность. Матчи во Львове сопровождаются перекличками между 16-м сектором и чашей стадиона: «Слава Украине»! — «Героям слава»! А в оформлении флагов и баннеров фанаты используют красно-чёрные флаги УПА и портрет проводника украинских националистов Степана Бандеры. На стадионе «Украина» известнейшие болельщики поддерживают клуб в 16-м секторе, который находится за воротами под табло. Среди наиболее известных и крупнейших фанатских группировок (так называемых «фирм»): Banderstadt Ultras, Green Lions,West Boys,Galician Front, Lviv City Firm, Pride, Wehrwolf, Lemberg Defenders, Green White Ultras, Galician Division Lviv и AUTOFANS,
Между командой и фанатами существуют близкие отношения, которые проявляются в ярой поддержке команды во время каждого матча вне зависимости от текущего счета на табло, фан-маршах, встречах и критическом отношении к действиям игроков на поле. Команда, в свою очередь, непременно благодарит болельщиков после каждой игры, вне зависимости от её результата.
Клуб имеет фанатов и за пределами Украины (в России, США, Швеции, Ирландии, Испании, Канаде, Великобритании).
В 2005 году фанаты учредили специальный приз «Звезда Карпат», который ежегодно вручается лучшему футболисту клуба по версии болельщиков. Награда изготовляется фанатами в США, затем переправляется во Львов, где приз гравируют и торжественно вручают лауреату.
В 2010 году голосованием болельщиков было принято решение вручить приз не игроку клуба, а главному тренеру Олегу Кононову.
Все обладатели приза «Звезда Карпат»:
- 2005 — Алексей Сучков, полузащитник
- 2006 — Игорь Худобяк, полузащитник
- 2007 — Леонид Ковель, нападающий
- 2008 — Василий Кобин, полузащитник
- 2009 — Игорь Худобяк, полузащитник
- 2010 — Олег Кононов, главный тренер
- 2011 — не награждали
- 2012 — Лукас Перес Мартинес, нападающий
- 2013 — Владимир Костевич, защитник
- 2014 — Олег Голодюк, полузащитник

Фаны «зелёно-белых» дружат с болельщиками «Динамо» (Киев) и «Днепра» (Днепропетровск), а врагами считают фанатов «Черноморца» (Одесса), «Шахтёра» (Донецк), «Арсенала» (Киев) и «Металлурга» (Запорожье).

### Национализм болельщиков и штрафы УЕФА
Болельщики «Карпат» не раз были замечены в проявлении националистических выпадов, таких как выкрики «Зиг Хайль» немецким болельщикам. К примеру:
- В августе 2007 года на игре клуба «Карпаты» с «Динамо» в секторе «Карпат» с 150—200 болельщиками львовского клуба, был развернут нацистский флаг.[17]
- 26 августа 2010 года во Львове прошла игра Лиги Европы между львовскими Карпатами и турецким «Галатасараем». Львовские болельщики подняли плакат с надписью на турецком языке следующего содержания: «Турецкие свиньи, убирайтесь вон из Европы» (тур. Türk domuz uzakta Avrupa'dan). После детальной проверки львовские «Карпаты» были оштрафованы на 25 000 евро.[18]
- В конце декабря 2011 года дисциплинарный комитет Премьер-лиги наложил 100 тыс. гривен штрафа на львовские «Карпаты» в связи с негативным поведением в матче 20-го тура чемпионата Украины[19].
- За сезон 2011—2012 годов «Карпаты» заплатили в общей сложности штрафов на сумму 517 000 грн.[20]

## Гимн клуба
А ми йдемо! А ми йдемо!

А ми йдемо, йдемо, йдемо!

І наш футбольний клуб «Карпати»

До перемоги ведемо!

Ще прийде час! Ще прийде час!

Ще прийде час-ще прийде час

«Карпати» виграють не раз.

І Кубок знов буде у Львові,

І буде золото у нас!

Гей догори! Гей догори!

Гей догори-гей догори!

Зелено-білі прапори.

Шарфи літають у всі боки

Карпати знов перемогли!!!

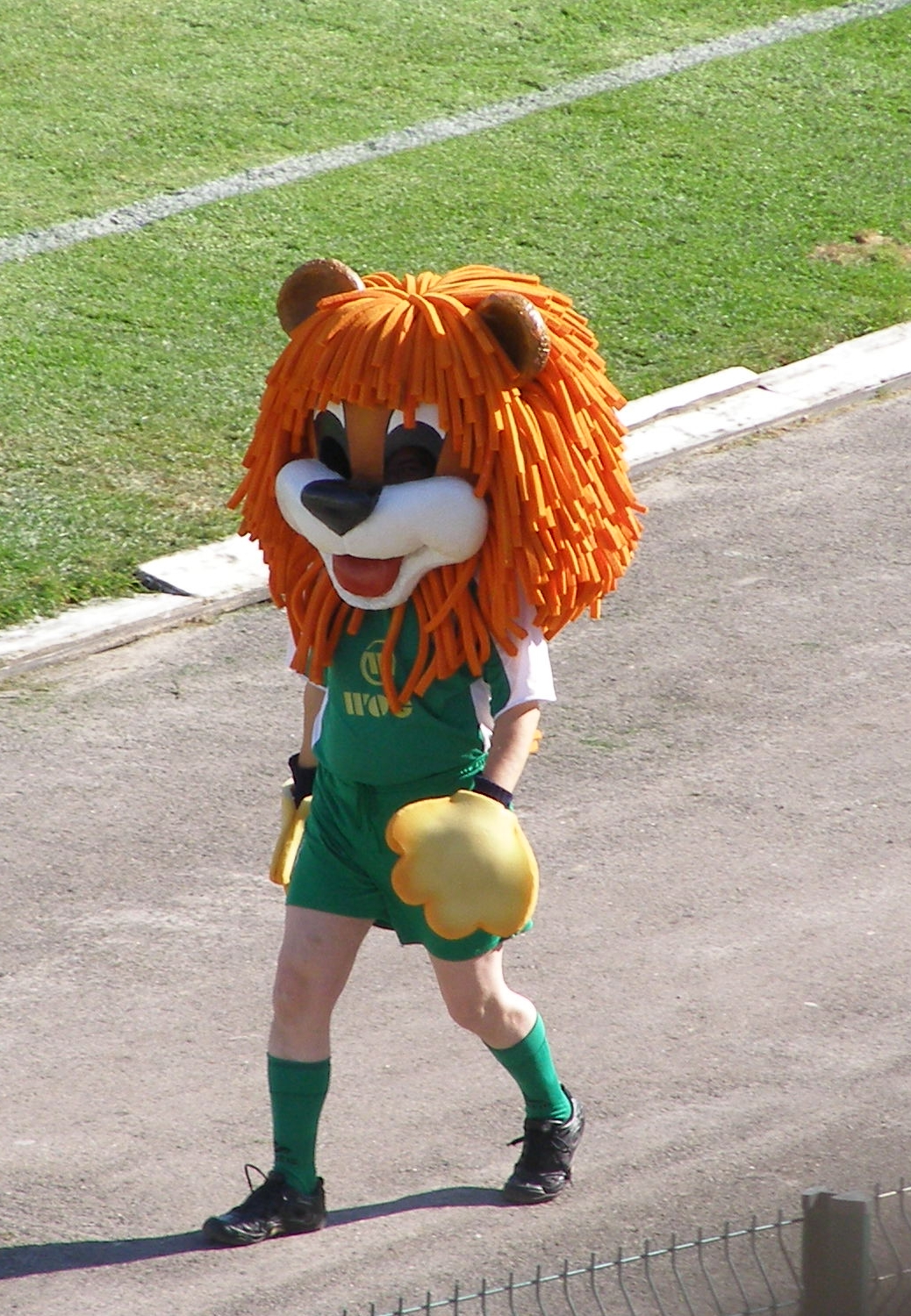
Левчик — талисман «Карпат». В 1997 году он стал 3-м подобным футбольным талисманом на Украине после Киева и Полтавы. Роль Левчика исполнял заслуженный артист Украины Александр Дейцев

(Слова Мирослава Грабара, музыка народная)

## Песни
В августе 2000 года песенник Рыбий Павел Владимирович начал создание юмористической песни «„Карпаты“ Львов», изданной в испорченном виде издательством «Край» буклетом в 2002 году. В авторской редакции песня вышла в 2016 году в издательстве (дизайн-студии) «Папуга» в 8-страничной брошюре с ISBN 978-617-7142-24-8.
С 2003 года газета «Карпаты» напечатала много песен, имеющих отношение к клубу.

### Упоминания
- Группа «Братья Гадюкины»: «…"Карпаты" знов програлы в футбол…»[23].

## Владелец и бюджет клуба
«Карпаты» являлся середняком в украинском высшем дивизионе по размеру бюджета — он колебался в пределах 10-12 млн долларов по состоянию на конец 2013 года.
Летом 2001 года владельцем клуба стал бизнесмен Пётр Дыминский (нефтевладелец и массмедиа), в мае 2020 года клуб перешёл к футбольному агенту Олегу Смалийчуку.
Все президенты ФК «Карпаты» Львов:
- 1989—1990 — Юлиан Кордияк
- 1990—1992 — Карло Миклёш
- 1992—1994 — Богдан Кобрин
- 1994—1996 — Роман Гирнык
- 1996—1998 — Остап Семкив
- 1998—1999 — Ярослав Грицюк
- 1999—2001 — Леонид Ткачук
- 2001—2020 — Пётр Дыминский
- 2020—2021 — Олег Смалийчук

## Статистика выступлений

### СССР
| Результаты | Результаты          | Результаты | Результаты | Результаты | Результаты | Результаты | Результаты | Результаты | Результаты | Результаты     | Результаты | Результаты | Результаты                                                                                   | Результаты |
| Сезон      | Дивиз.              | Место      | И          | В          | Н          | П          | ГЗ         | ГП         | О          | Кубок СССР     | Европа     | Европа     | Примечания                                                                                   | Примечания |
| ---------- | ------------------- | ---------- | ---------- | ---------- | ---------- | ---------- | ---------- | ---------- | ---------- | -------------- | ---------- | ---------- | -------------------------------------------------------------------------------------------- | ---------- |
| 1963       | Класс «А»2-я группа | 7          | 34         | 14         | 11         | 9          | 28         | 22         | 39         | 1/32 финала    |            |            |                                                                                              |            |
| 1964       | Класс «А»2-я группа | 10         | 26         | 8          | 8          | 10         | 29         | 36         | 24         | 1/16 финала    |            |            | Приведены показатели финального этапа. Показатели игр сезона чемпионата: 40:+14=13-13, 37-49 |            |
| 1965       | Класс «А»2-я группа | 9          | 30         | 10         | 10         | 10         | 29         | 25         | 30         | 1/16 финала    |            |            | Приведены показатели финального этапа. Показатели игр сезона чемпионата: 46:+18=14-14, 57-37 |            |
| 1966       | Класс «А»2-я группа | 14         | 34         | 8          | 14         | 12         | 23         | 23         | 30         | 1/16 финала    |            |            | 2-я подгруппа                                                                                |            |
| 1967       | Класс «А»2-я группа | 7          | 38         | 17         | 8          | 13         | 50         | 38         | 42         | 1/32 финала    |            |            | 2-я подгруппа                                                                                |            |
| 1968       | Класс «А»2-я группа | 1          | 40         | 26         | 7          | 7          | 80         | 34         | 59         | 1/64 финала    |            |            | 1-я подгруппа Финальный турнир: 2-е место                                                    |            |
| 1969       | Класс «А»2-я группа | 6          | 42         | 17         | 12         | 13         | 63         | 50         | 46         | Обладатель     |            |            | 3-я подгруппа                                                                                |            |
| 1970       | Класс «А»1-я группа | 1          | 42         | 26         | 11         | 5          | 70         | 22         | 63         | 1/64 финала    | КК         | 1-й раунд  | Повышение                                                                                    |            |
| 1971       | Высшая лига         | 10         | 30         | 5          | 18         | 7          | 30         | 35         | 28         | 1/8 финала     |            |            |                                                                                              |            |
| 1972       | Высшая лига         | 14         | 30         | 8          | 8          | 14         | 27         | 43         | 24         | Полуфинал      |            |            |                                                                                              |            |
| 1973       | Высшая лига         | 14         | 30         | 8          | 6(-3)      | 16         | 28         | 48         | 19         | 1/16 финала    |            |            | при ничье: пенальти; победитель-1 очко, проигравший—0                                        |            |
| 1974       | Высшая лига         | 11         | 30         | 8          | 12         | 10         | 33         | 33         | 28         | 1/16 финала    |            |            |                                                                                              |            |
| 1975       | Высшая лига         | 6          | 30         | 11         | 10         | 9          | 36         | 28         | 32         | 1/8 финала     |            |            |                                                                                              |            |
| 1976 (в)   | Высшая лига         | 4          | 15         | 7          | 4          | 4          | 25         | 19         | 18         |                |            |            |                                                                                              |            |
| 1976 (о)   | Высшая лига         | 4          | 15         | 6          | 5          | 4          | 22         | 19         | 17         | 1/4 финала     |            |            |                                                                                              |            |
| 1977       | Высшая лига         | 15         | 30         | 6          | 14         | 10         | 26         | 30         | 26         | 1/8 финала     |            |            | Понижение                                                                                    |            |
| 1978       | Первая лига         | 4          | 38         | 21         | 10         | 7          | 60         | 37         | 52         | 1/8 финала     |            |            |                                                                                              |            |
| 1979       | Первая лига         | 1          | 46         | 27         | 10         | 9          | 89         | 43         | 64         | Полуфинал      |            |            | Повышение                                                                                    |            |
| 1980       | Высшая лига         | 17         | 34         | 8          | 9          | 17         | 23         | 46         | 26         | Зональный этап |            |            | 3-я зона;3-е местоПонижение                                                                  |            |
| 1981       | Первая лига         | 11         | 46         | 17         | 10         | 19         | 57         | 60         | 44         | Зональный этап |            |            | 1-я зона; 3-е место                                                                          |            |
| 1989       | Вторая лига         | 3          | 42         | 24         | 10         | 8          | 63         | 34         | 58         |                |            |            | 5-я зона                                                                                     |            |
| 1990       | Вторая лига         | 3          | 42         | 23         | 9          | 10         | 61         | 36         | 55         | 1/64 финала    |            |            | Зона «Запад»                                                                                 |            |
| 1991       | Вторая лига         | 1          | 42         | 24         | 11         | 7          | 47         | 27         | 59         | 1/8 финала     |            |            | Зона «Запад». Повышение в Высшую лигу Украины                                                |            |

- Наивысшее достижение — 4-е место 1976 (о), 1976 (в) гг.
- Обладатель Кубка СССР 1969 г.

### Украина
| Результаты | Результаты                       | Результаты                       | Результаты                       | Результаты                       | Результаты | Результаты | Результаты | Результаты | Результаты | Результаты | Результаты | Результаты    | Результаты  | Результаты        | Результаты            | Результаты             |
| Сезон      | Лига                             | Лига                             | Лига                             | Лига                             | Лига       | Лига       | Лига       | Лига       | Лига       | Лига       | Лига       | Лига          | Кубок       | Еврокубки         | Еврокубки             | Примечания             |
| Сезон      | Дивизион                         | У                                | Команд                           | Место                            | И          | В          | Н          | П          | М+         | М-         | О          | Бомбардир     | Кубок       | Еврокубки         | Еврокубки             | Примечания             |
| ---------- | -------------------------------- | -------------------------------- | -------------------------------- | -------------------------------- | ---------- | ---------- | ---------- | ---------- | ---------- | ---------- | ---------- | ------------- | ----------- | ----------------- | --------------------- | ---------------------- |
| 1992       | Высшая лига Группа «А»           | 1                                | 10 (20)                          | 6 (12)                           | 18         | 5          | 6          | 7          | 15         | 18         | 16         | Козак — 5     | 1/8 финала  |                   |                       | 2 группы по 10 команд  |
| 1992/93    | Высшая лига                      | 1                                | 16                               | 6                                | 30         | 10         | 10         | 10         | 37         | 38         | 30         | Плотко — 7    | Финалист    |                   |                       |                        |
| 1993/94    | Высшая лига                      | 1                                | 18                               | 5                                | 34         | 16         | 8          | 10         | 37         | 30         | 40         | Покладок — 12 | Полуфинал   | КОК               | Предварительный раунд |                        |
| 1994/95    | Высшая лига                      | 1                                | 18                               | 8                                | 34         | 12         | 9          | 13         | 32         | 36         | 45         | Покладок — 8  | 1/8 финала  |                   |                       |                        |
| 1995/96    | Высшая лига                      | 1                                | 18                               | 8                                | 34         | 12         | 10         | 12         | 39         | 39         | 46         | Покладок — 13 | 1/8 финала  |                   |                       |                        |
| 1996/97    | Высшая лига                      | 1                                | 16                               | 5                                | 30         | 15         | 7          | 8          | 36         | 23         | 52         |               | 1/4 финала  |                   |                       |                        |
| 1997/98    | Высшая лига                      | 1                                | 16                               | 3                                | 30         | 16         | 9          | 5          | 36         | 20         | 57         |               | 1/8 финала  |                   |                       |                        |
| 1998/99    | Высшая лига                      | 1                                | 16                               | 4                                | 30         | 15         | 10         | 5          | 54         | 34         | 55         |               | Финалист    |                   |                       |                        |
| 1999/00    | Высшая лига                      | 1                                | 16                               | 9                                | 30         | 12         | 4          | 14         | 39         | 38         | 40         |               | 1/4 финала  | КУЕФА             | Первый раунд          |                        |
| 2000/01    | Высшая лига                      | 1                                | 14                               | 10                               | 26         | 9          | 3          | 14         | 33         | 42         | 30         |               | 1/16 финала |                   |                       |                        |
| 2001/02    | Высшая лига                      | 1                                | 14                               | 8                                | 26         | 7          | 8          | 11         | 19         | 31         | 29         |               | 1/4 финала  |                   |                       |                        |
| 2002/03    | Высшая лига                      | 1                                | 16                               | 7                                | 30         | 9          | 9          | 12         | 29         | 37         | 36         |               | 1/16 финала |                   |                       |                        |
| 2003/04    | Высшая лига                      | 1                                | 16                               | 15                               | 30         | 6          | 8          | 16         | 22         | 39         | 26         |               | 1/32 финала |                   |                       | Понижение              |
| 2004/05    | Первая лига                      | 2                                | 18                               | 6                                | 34         | 15         | 7          | 12         | 39         | 35         | 52         |               | 1/8 финала  |                   |                       |                        |
| 2005/06    | Первая лига                      | 2                                | 18                               | 2                                | 34         | 25         | 5          | 4          | 53         | 14         | 83         |               | Полуфинал   |                   |                       | Повышение              |
| 2006/07    | Высшая лига                      | 1                                | 16                               | 8                                | 30         | 9          | 10         | 11         | 26         | 32         | 37         |               | 1/16 финала |                   |                       |                        |
| 2007/08    | Высшая лига                      | 1                                | 16                               | 10                               | 30         | 9          | 6          | 15         | 29         | 41         | 33         |               | 1/16 финала |                   |                       |                        |
| 2008/09    | Премьер-лига                     | 1                                | 16                               | 9                                | 30         | 8          | 10         | 12         | 33         | 39         | 34         |               | 1/16 финала |                   |                       |                        |
| 2009/10    | Премьер-лига                     | 1                                | 16                               | 5                                | 30         | 13         | 11         | 6          | 44         | 35         | 50         |               | 1/8 финала  |                   |                       |                        |
| 2010/11    | Премьер-лига                     | 1                                | 16                               | 5                                | 30         | 13         | 9          | 8          | 41         | 34         | 48         |               | 1/4 финала  | ЛЕ                | Групповой этап        | 4-е место в группе «J» |
| 2011/12    | Премьер-лига                     | 1                                | 16                               | 14                               | 30         | 5          | 8          | 17         | 27         | 51         | 23         |               | Полуфинал   | ЛЕ                | Раунд Плей-офф        |                        |
| 2012/13    | Премьер-лига                     | 1                                | 16                               | 14                               | 30         | 7          | 6          | 17         | 37         | 52         | 27         |               | 1/4 финала  |                   |                       |                        |
| 2013/14    | Премьер-лига                     | 1                                | 15                               | 11                               | 28         | 7          | 11         | 10         | 33         | 39         | 32         |               | 1/8 финала  |                   |                       |                        |
| 2014/15    | Премьер-лига                     | 1                                | 14                               | 13                               | 26         | 5          | 9          | 12         | 22         | 31         | 15         |               | 1/8 финала  |                   |                       |                        |
| 2015/16    | Премьер-лига                     | 1                                | 14                               | 7                                | 26         | 8          | 6          | 12         | 26         | 37         | 30         |               | 1/16 финала |                   |                       |                        |
| 2016/17    | Премьер-лига                     | 1                                | 12                               | 10                               | 32         | 9          | 9          | 14         | 35         | 41         | 30         |               | 1/8 финала  |                   |                       |                        |
| 2017/18    | Премьер-лига                     | 1                                | 12                               | 8                                | 32         | 13         | 11         | 28         | 45         | 37         | 15         |               | 3-й раунд   |                   |                       |                        |
| 2018/19    | Премьер-лига                     | 1                                | 12                               | 10                               | 32         | 8          | 9          | 15         | 44         | 53         | 33         |               | 1/4 финала  |                   |                       |                        |
| 2018/19    | плей-офф за место в Премьер-лиге | плей-офф за место в Премьер-лиге | плей-офф за место в Премьер-лиге | плей-офф за место в Премьер-лиге | 2          | 1          | 1          | 0          | 3          | 1          | 4          |               | 1/4 финала  | матчи с «Волынью» |                       |                        |
| 2019/20    | Премьер-лига                     | 1                                | 12                               | 12                               | 32         | 2          | 9          | 21         | 19         | 48         | 15         |               | 3-й раунд   |                   |                       |                        |

## Достижения

### СССР
- Кубок СССР
  - Обладатель: 1969
- Чемпионат СССР
  - 4-е место (2): 1976 (весна), 1976 (осень)
- Первая лига СССР
  - Победитель (2): 1970, 1979
  - Серебряный призёр: 1968
- Вторая лига СССР
  - Победитель: 1991
- Кубок Всесоюзного Спортивного Комитета
  - Победитель: 1975

### Украина
- Чемпионат Украины
  - Бронзовый призёр: 1998
- Кубок Украины
  - Финалист (2) : 1993, 1999
- Первая лига Украины
  - Серебряный призёр: 2006

### Молодёжная команда
- Первенство дублёров СССР
  - Бронзовый призёр (2): 1972, 1976
- Молодёжный чемпионат Украины
  - Победитель: 2010
  - Бронзовый призёр: 2017
- Первенство Украины среди юношеских составов
  - Бронзовый призёр (4): 2014, 2015, 2018, 2019

### Другие турниры
- Copa del Sol
  - Обладатель: 2011

### Командные и индивидуальные призы и достижения
- 1968 — Престижная футбольная награда журнала «Старт» за лучшую разность забитых и пропущенных мячей. За всю историю вручения приза, это единственный случай, когда его получила команда не из высшей лиги
- 1970 — Игорь Кульчицкий в списке 33 лучших футболистов СССР
- 1971 — Приз редакции журнала «Смена» «Лучшие дебютанты сезона»: Ростислав Поточняк, Лев Броварский
- 1971 — Богдан Грещак в списке 33 лучших футболистов СССР
- 1976 — Приз имени Григория Федотова, как самой результативной команде чемпионата СССР
- 1979 — Степан Юрчишин установил рекорд Первой лиги по количеству забитых мячей: 42 гола в 42 проведённых поединках. В этом же году Юрчишин дебютировал за сборную СССР, будучи футболистом не из Высшей лиги
- 1979 — Олег Родин в списке 33 лучших футболистов СССР
- 1980 — Андрей Баль в списке 33 лучших футболистов СССР
- 1988 — Игорь Кульчицкий после многих лет работы тренером и директором школы «Карпат» награждён знаком «Отличник народного образования» Министерства образования УССР
- 2003 — Сергей Ковальчук признан Лучшим футболистом Молдовы 2003 года
- 2006 — Николай Ищенко, Максим Фещук завоевали серебряные награды молодёжного чемпионата Европы в составе сборной Украины U-21
- 2007 — Батиста занял третью строчку в опросе на звание лучшего легионера украинских клубов в 2006 году по версии читателей UA-Футбол
- 2007 — Игорь Худобяк занял третье место в опросе читателей интернет-издания UA-Футбол на звание лучшего украинского футболиста 2006 года
- 2007 — Игорь Худобяк занял третье место в опросе читателей интернет-издания UA-Футбол на звание лучшего молодого украинского футболиста 2006 года
- 2008 — Игорь Худобяк занял третье место в опросе читателей интернет-издания UA-Футбол на звание лучшего правого полузащитника Украины 2007 года
- 2010 — Степану Юрчишину от УЕФА вручен диплом друга Евро 2012
- 2010 — Артём Федецкий занял третье место в опросе читателей интернет-издания UA-Футбол на звание лучшего правого защитника Украины 2009 года
- 2010 — Олег Голодюк занял третье место в опросе читателей интернет-издания UA-Футбол на звание лучшего молодого украинского футболиста 2009 года
- 2010 — Юрий Фурта занял вторую строчку в списке лучших бомбардиров 6-го первенства Украины среди молодёжных составов, уступив первую строчку лишь по количеству сыгранных матчей
- 2011 — Артём Федецкий занял второе место в опросе читателей интернет-издания UA-Футбол на звание лучшего правого защитника Украины 2010 года
- 2011 — Игорь Худобяк — лучший атакующий полузащитник Украины 2010 года по версии читателей UA-Футбол
- 2011 — Олег Кононов занял третье место в опросе читателей UA-Футбол на звание лучшего тренера Украины 2010 года
- 2011 — «Карпаты» заняли третье место в опросе читателей UA-Футбол на звание команды 2010 года
- 2011 — Игорь Худобяк признан лучшим украинским футболистом 2010 года по версии читателей UA-Футбол
- 2011 — В номинации Открытие 2010 года по версии читателей UA-Футбол «Карпаты» заняли первое место
- 2011 — Олег Кононов занял третью строчку в опросе читателей UA-Футбол на звание Открытие 2010 года
- 2011 — Олег Голодюк занял третье место в опросе читателей интернет-издания UA-Футбол на звание лучшего молодого украинского футболиста 2010 года
- 2011 — Игорю Кульчицкому от УЕФА вручен диплом друга Евро 2012
- 2011 — Артём Федецкий выбран другом Евро 2012 и послом волонтёрской программы УЕФА во Львове
- 2011 — 7 мая во время торжественной сессии Львовского городского совета Олег Кононов награждён знаком Святого Юрия «за значительные достижения в развитии спорта во Львове»
- 2011 — Игорь Худобяк стал лучшим плеймейкером Премьер-лиги Украины 2010/2011 по версии читателей интернет-издания football 24
- 2011 — Олег Голодюк стал лучшим опорником Премьер-лиги Украины 2010/2011 по версии читателей интернет-издания football 24
- 2011 — 24 августа городской голова Львова Андрей Садовый наградил многолетнего капитана «Карпат», тренера-преподавателя Игоря Кульчицкого знаком Святого Юрия за активную гражданскую позицию и весомый вклад в развитие футбола во Львове, а также в честь 70-ти летия со дня рождения

## Коммерция
В августе 2011 во Львове открылся магазин-музей клуба.